# إدوارد سيفيرين كلارك
إدوارد سيفيرين كلارك (بالإنجليزية: Edward Severin Clark)‏ هو شخصية أعمال أمريكي، ولد في 6 يوليو 1870، وتوفي في 19 سبتمبر 1933.

## معرض صور

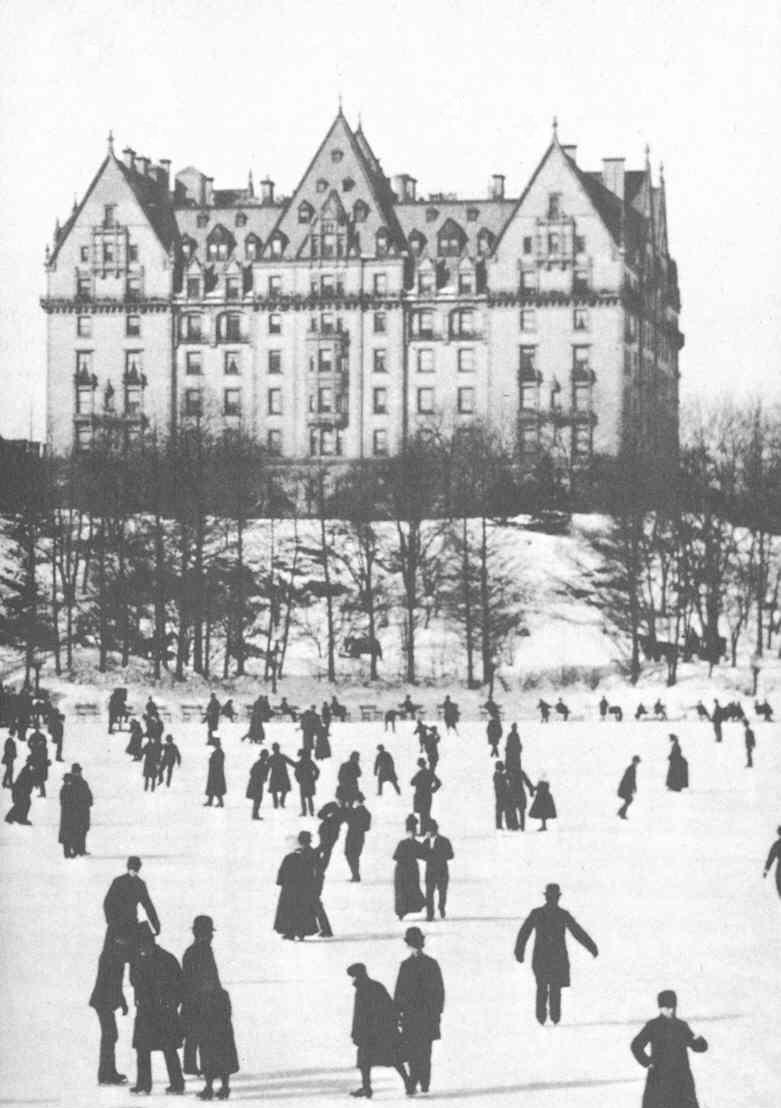
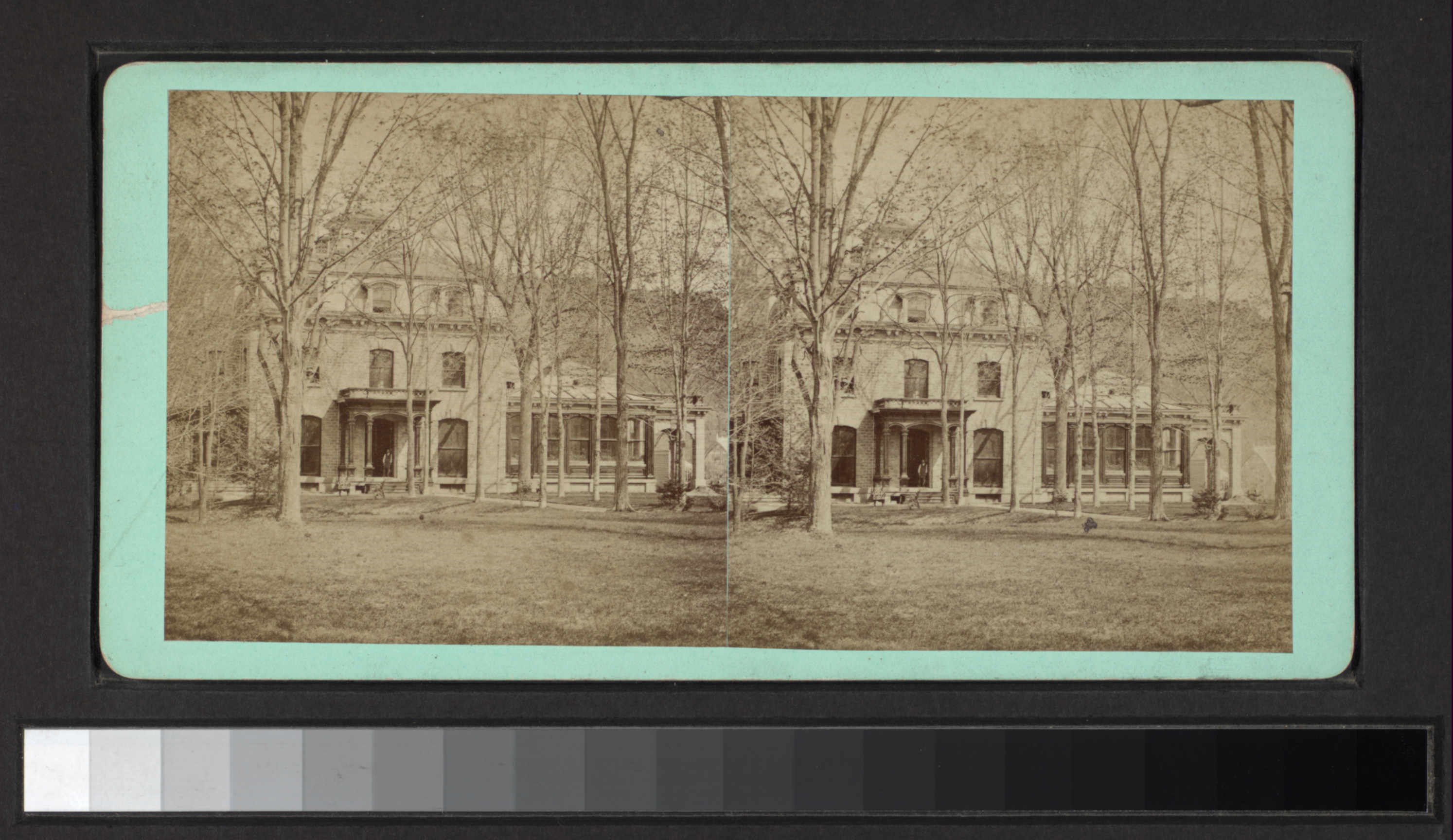
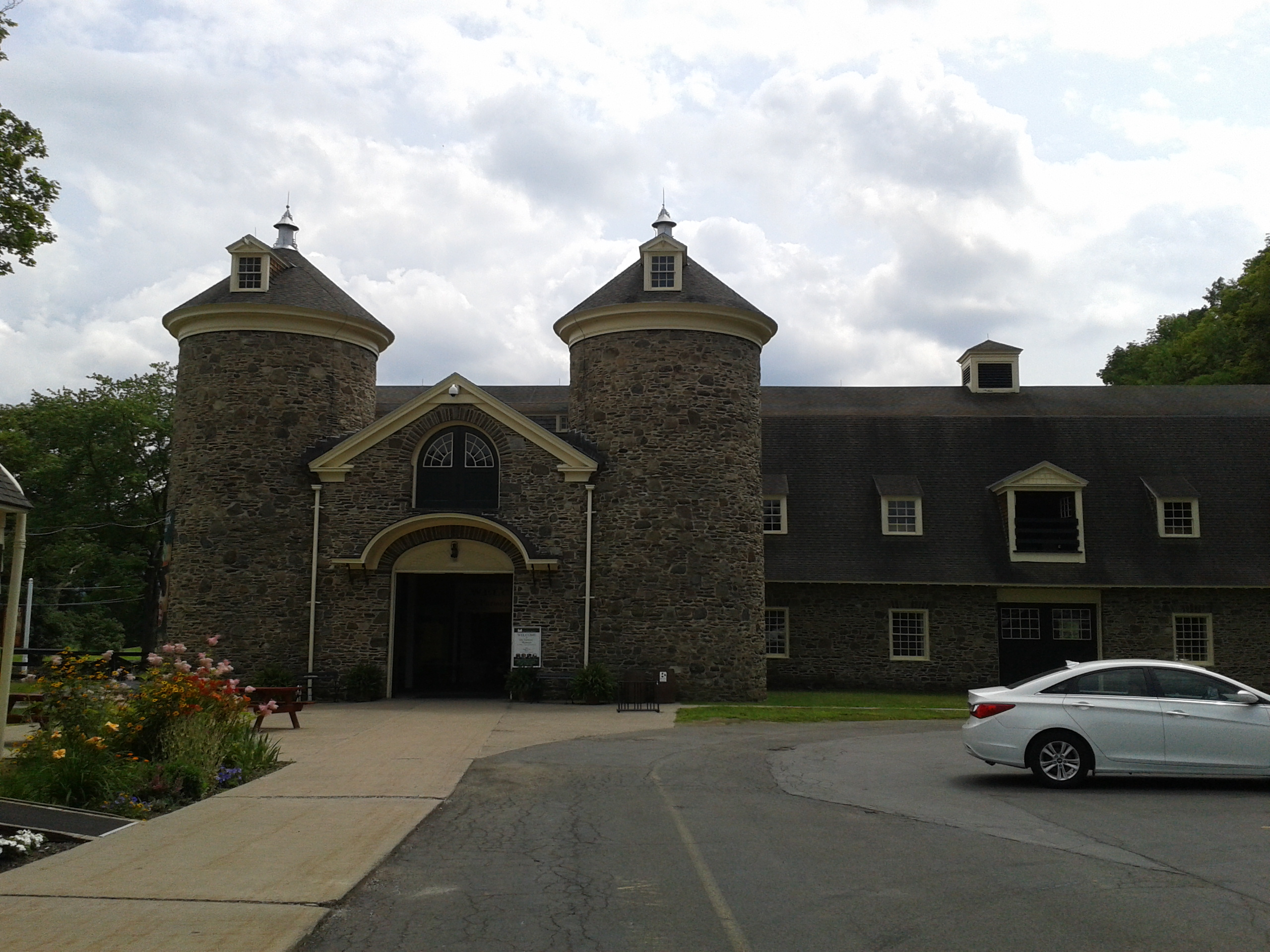
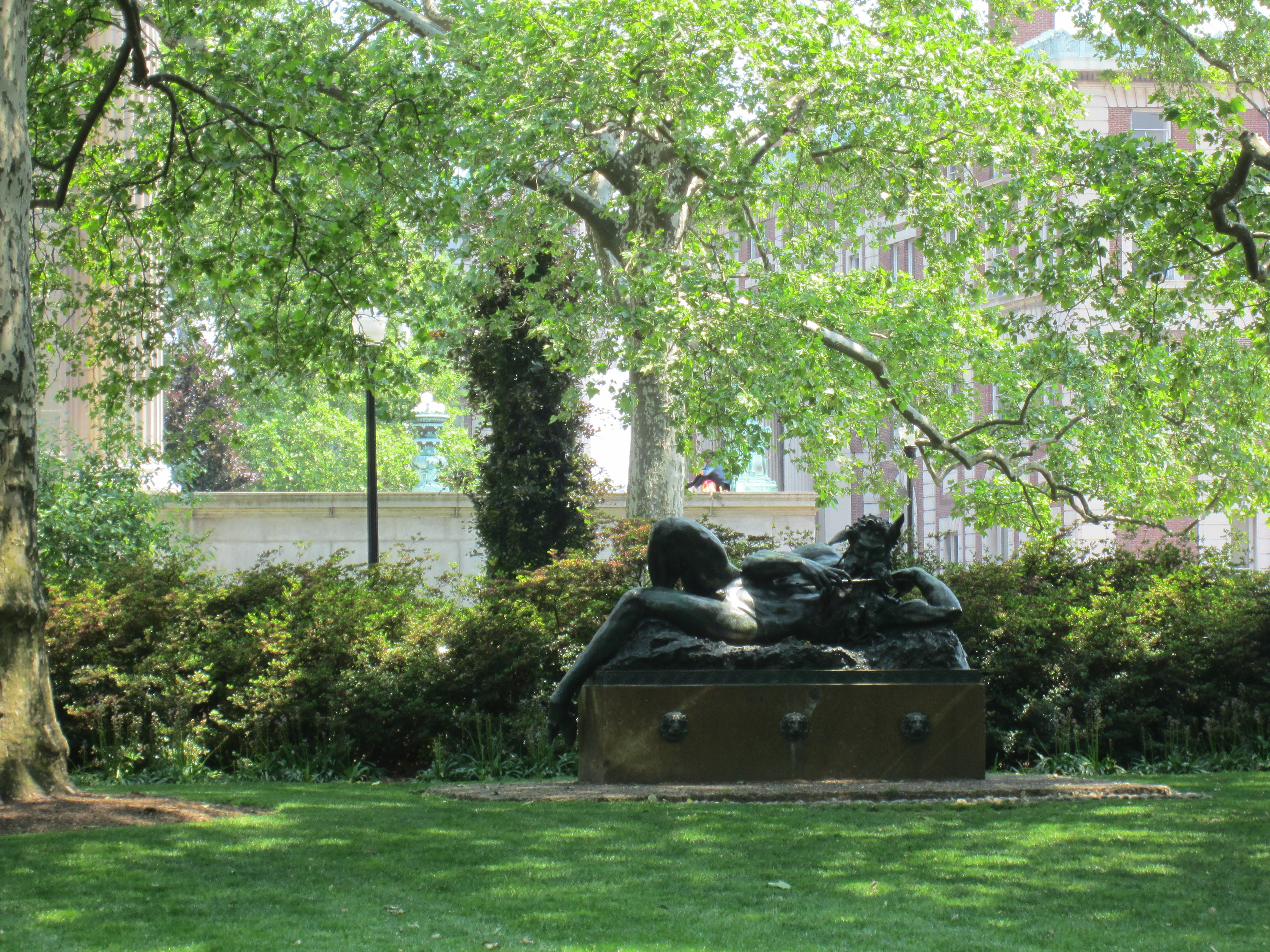
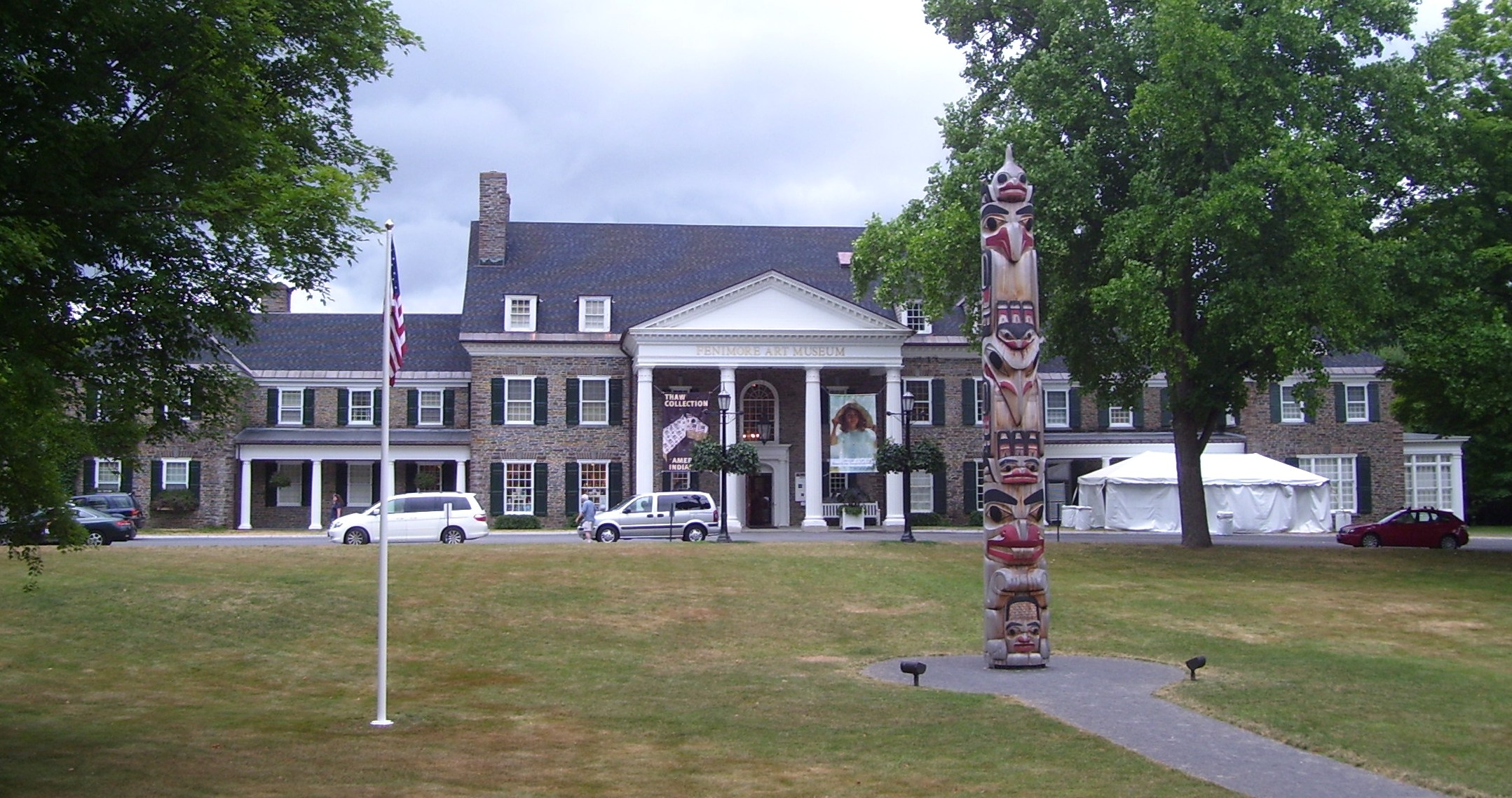